# Iran
 "Perserne" omdirigeres hertil. For den græske tragedie, se Perserne (Aischylos).
 Der er for få eller ingen kildehenvisninger i denne artikel, hvilket er et problem. Du kan hjælpe ved at angive troværdige kilder til de påstande, som fremføres i artiklen.

Iran (persisk: ایران), også kendt som Persien og officielt som Den Islamiske Republik Iran, er et land beliggende i Vestasien. Det grænser op til Irak og Tyrkiet mod vest, til Aserbajdsjan og Armenien mod nordvest, til Det Kaspiske Hav og Turkmenistan mod nord, til Afghanistan og Pakistan mod øst og til Omanbugten og Den Persiske Bugt mod syd. Det dækker et område på 1,64 millioner kvadratkilometer, hvilket gør det til det 17. største land i verden. Med en anslået befolkning på 86,8 millioner er Iran det 17. mest folkerige land i verden, det 10. mest folkerige land i Asien og det næststørste i Mellemøsten. Dens største by er hovedstaden Teheran, efterfulgt af Mashhad, Isfahan, Karaj, Shiraz og Tabriz.
Iran er hjemsted for en af verdens ældste civilisationer, begyndende med dannelsen af de elamitiske kongeriger i det fjerde årtusinde f.Kr. Det blev først forenet af mederne i det syvende århundrede f.Kr. og nåede sin territoriale højde i det sjette århundrede f.Kr., da Kyros den Store grundlagde det achæmenidiske rige, et af de største imperier i historien. Alexander den Store erobrede riget i det fjerde århundrede f.Kr., og det blev efterfølgende opdelt i flere hellenistiske stater. Et iransk oprør etablerede Partherriget i det tredje århundrede f.Kr., som i det tredje århundrede e.Kr. blev efterfulgt af Sassanideriget, en stor verdensmagt i de næste fire århundreder. Arabiske muslimer erobrede imperiet i det syvende århundrede e.Kr., hvilket førte til dets islamisering; Iran blev derefter et vigtigt center for islamisk kultur og læring, med dets kunst, litteratur, filosofi og arkitektur spredt ud over den muslimske verden videre under den islamiske guldalder. I løbet af de næste to århundreder opstod en række indfødte iranske muslimske dynastier, før Seljuk-tyrkerne og mongolerne erobrede regionen.
I det 15. århundrede genetablerede de indfødte safavider en samlet iransk stat og national identitet og konverterede landet til shia-islam. Under Nader Shahs regeringstid i det 18. århundrede præsiderede Iran det mest magtfulde militær i verden, selvom i det 19. århundrede førte en række konflikter med det russiske imperium til betydelige territoriale tab. I begyndelsen af det 20. århundrede oplevede den persiske forfatningsrevolution. Bestræbelser på at nationalisere sin fossile brændstofforsyning fra vestlige virksomheder førte til et det iranske statskup i 1953, som resulterede i større autokratisk styre under Mohammad Reza Pahlavi og voksende vestlig politisk indflydelse, samt vidtrækkende socioøkonomiske reformer. Efter den iranske revolution blev den nuværende islamiske republik etableret i 1979 af Ruhollah Khomeini, som blev landets første øverste leder.
Irans regering er et islamisk teokrati med elementer af et præsidentielt system, selvom den ultimative autoritet er tillagt en autokratisk "øverste leder"; stillingen har været besat af Ali Khamenei siden Khomeinis død i 1989. Den iranske regering er autoritær og har tiltrukket sig udbredt kritik for dens betydelige begrænsninger og krænkelser af menneskerettigheder og borgerlige frihedsrettigheder, herunder adskillige voldelige undertrykkelser af masseprotester, uretfærdige valg, begrænsede rettigheder for kvinder og børn samt for det næsthøjeste antal massehenrettelser i verden. Det er også et omdrejningspunkt for shia-islam i Mellemøsten og udfordrer det længe eksisterende arabiske og sunni-hegemoni i regionen. Siden den iranske revolution er landet bredt anset for at være Israels og Saudi-Arabiens mest beslutsomme modstander. Iran anses også for at være en af de største aktører inden for mellemøstlige anliggender, hvor dets regering er involveret både direkte og indirekte i størstedelen af moderne mellemøstlige konflikter. Dets aggressive udenrigspolitik i regionen, præget af sponsorering af adskillige khomeinistiske militante grupper, er blevet bredt fordømt.
Iran er en regional og mellemmagt og indtager en strategisk placering på det asiatiske kontinent. Det er et stiftende medlem af
FN, ECO, OIC og OPEC. Det har store reserver af fossile brændstoffer - inklusive den næststørste naturgasforsyning og den tredjestørste påviste oliereserve. Landets rige kulturelle arv afspejles delvist af dets 26 UNESCO's verdensarvssteder. Historisk set et multietnisk land, er Iran fortsat et pluralistisk samfund, der omfatter adskillige etniske, sproglige og religiøse grupper, hvor den største af disse er persere, azeriere, kurdere, mazanderanere og lurere. Iran er et land uden en titulær hovedgruppe på grund af en etnisk talt meget sammensat befolkning, med en kulturel og sproglig mangfoldighed der er forenet under en samlet national identitet baseret på standardiseret farsi som et fælles sprog.

## Etymologi
I Medien regerede en akhæmenidisk æt som lydkonger i "Parsua", et område syd for "Urmiasøen" (persisk: Daryacheh-ye Orumìyezh). Kyros den Store af denne æt gjorde Parsua selvstændigt og underlagde sig i år 557 f.Kr. hele det mediske rige og udnævnte sig til "Kong Kyros den Store stifter af det akhæmenidiske dynasti (557 f.Kr.-331 f.Kr.) og grundlægger af det persiske rige". Navnet Persien stammer fra området, som Kyros den Store selvstændiggjorde som sit land, og hvor han tidligere havde været lydkonge.[kilde mangler]
Parsua berettes der allerede om i assyriske kilder, som fortæller, at deres konge, Salmanassar III, modtog tribut fra dette område af 27 ariske høvdinge. Ordet er ikke persisk, og landet har siden ændret navn til Iran i 1935. Dette ord stammer fra arierne selv. Det var betegnede de vestligste områder, de slog sig ned i, for "aryanam", ariernes land. Aryanam blev gennem middelpersisk dialekt til "eran" og senere til det nypersiske ord Iran, (iransk ایران).[kilde mangler]

## Geografi
Irans landskab er præget af stejle bjergkæder, der separerer de forskellige plateauer fra hinanden. De tæt befolkede vestlige dele af landet er samtidig de mest bjergrige, med bjergkæder som Zagros-bjergene og Alborz-bjergene. Sidstnævnte er også stedet, hvor Irans højeste punkt findes: Damavand på 5607 meter ved byen Amol. Den østlige del af landet består hovedsageligt af ubeboede ørkenområder.
De eneste store, sammenhængende sletter findes langs kysten mod det Kaspiske hav og ved den nordlige ende af den Persiske Bugt, hvor Irans grænse går ved udløbet til Arvand-floden (Shatt al-Arab). Mindre, usammenhængende sletter findes langs kysten til den Persiske Bugt, Hormuzstrædet og Omanbugten. Det iranske klima er hovedsageligt tørt eller halvtørt, men subtropisk langs kysten til det Kaspiske hav. Klimaet giver varme somre og kolde vintre. Iran er anset for at være en af de 15 nationer, der udgør "menneskehedens vugge".

## Provinser
Iran består af 30 provinser (ostan-haa, ental: ostan):
| | |
| 1. Teheran 2. Qom 3. Markazi 4. Qazvin 5. Gilan 6. Ardabil 7. Zanjan 8. Øst Aserbajdsjan 9. Vest Aserbajdsjan 10. Kurdistan 11. Hamadan 12. Kermanshah 13. Ilam 14. Luristan 15. Khusistan | 1. Chahar Mahaal og Bakhtiari 2. Kohkiluyeh og Buyer Ahmad 3. Bushehr 4. Fars 5. Hormozgan 6. Sistan og Baluchistan 7. Kerman 8. Yazd 9. Esfahan 10. Semnan 11. Mazandaran 12. Golestan 13. Nord Khorasan 14. Razavi Khorasan 15. Razavi Khorasan 16. Syd Khorasan |

## Demografi
Hovedparten af Irans befolkning taler et af de iranske sprog, og persisk er det officielle sprog i Iran. De forskellige iranske befolkningsgruppers størrelse er omstridt, men den største etniske gruppe i Iran er persere (51 %). Aserbajdsjanerne udgør (24 %), gilakere og mazandaranere (8 %), kurdere (7 %), arabere (3 %), baluchere (2 %), lurere (2 %), turkmenere (2 %), qashqaere, armeniere, jøder, assyrere og andre.¹
De fleste iranere er muslimer. 89 % tilhører den shiamuslimske retning indenfor islam, der også er den officielle statsreligion. Omkring 10 % af befolkningen tilhører den sunnimuslimske retning, der i øvrigt er dominerende i det meste af den øvrige muslimske verden. Dog er det vigtigt at påpege, at det siden præstestyrets indtog i 1979 har været en lovmæssig pligt for iranske statsborgere at have status som muslimer, hvilket besværliggør muligheden for at vurdere den egentlige mængde af ikke-muslimske iranere.[kilde mangler] Ikke-muslimske religiøse minoriteter i Iran inkluderer bahá'í, zarathustrianisme, så vel som jødedom og kristendom. De tre sidste er officielt anerkendt som minoritetsreligioner og har fået tildelt særligt reserverede pladser i parlamentet. Irans befolkningstal er blevet øget dramatisk i sidste halvdel af det 20. århundrede, men indenfor det sidste årti er der dog sket et dramatisk fald i den gennemsnitlige fertilitetsrate, der nu nærmer sig vestlig standard.
¹ Tallene er fra 2004 udgaven af CIAs The World Factbook. Andre kilder angiver er højere tal for persere og tilsvarende lavere tal for tyrkiske folkeslag eller et højere tal for tyrkiske minoriteter. Nogen i den første gruppe hævder, at CIA sin statistik har baseret sig på tal fra omkring 1964. CIA hævder imidlertid, at udgaven er baseret på statistiske oplysninger fra januar 2004.

### Liste over iranske provinser og deres indbyggertal og etniciteter
| Nr. | Stat                       | Indbyggertal | Etniske grupper                                    |
| --- | -------------------------- | ------------ | -------------------------------------------------- |
| 1   | Teheran                    | 13.281.858   | Persere, Aserbajdsjanere, Shomali, Kurdere, Lurere |
| 2   | Qom                        | 1.036.714    | Persere, Aserbajdsjanere                           |
| 2   | Razavi Khorasan            | 5.515.980    | Persere, Aserbajdsjanere, Kurdere                  |
| 3   | Isfahan                    | 4.499.327    | Persere, Bakhtiari                                 |
| 4   | Fars                       | 4.220.721    | Persere, Lurere, Aserbajdsjanere, Arabere          |
| 5   | Khusistan                  | 4.192.598    | Persere, Arabere, Bakhtiarere, Lurere              |
| 6   | Øst-Aserbajdsjan           | 3.527.267    | Aserbajdsjanere                                    |
| 7   | Mazandaran                 | 2.893.087    | Mazandarani                                        |
| 8   | Vest-Aserbajdsjan          | 2.831.779    | Aserbajdsjanere, Kurdere                           |
| 9   | Kerman                     | 2.584.834    | Persere                                            |
| 10  | Gilan                      | 2.381.063    | Gilak, Aserbajdsjanere                             |
| 11  | Sistan og Baluchistan      | 2.349.049    | Baluch, Persere                                    |
| 12  | Kermanshah                 | 1.842.457    | Kurdere, Persere, Lurere                           |
| 13  | Luristan                   | 1.689.650    | Lurere, Kurdere, Persere                           |
| 14  | Hamadan                    | 1.674.595    | Persere, Lurere, Kurdere, Aserbajdsjanere          |
| 15  | Golestan                   | 1.593.055    | Persere,Turkmenere                                 |
| 16  | Kurdistan                  | 1.416.334    | Kurdere, Persere, Aserbajdsjanere                  |
| 17  | Hormozgan                  | 1.365.377    | Persere, Arabere, Baluch                           |
| 18  | Markazi                    | 1.326.826    | Persere, Aserbajdsjanere                           |
| 19  | Ardabil                    | 1.209.968    | Aserbajdsjanere                                    |
| 20  | Qazvin                     | 1.127.734    | Persere, Aserbajdsjanere                           |
| 21  | Qom                        | 1.036.714    | Persere, Aserbajdsjanere                           |
| 22  | Yazd                       | 958.323      | Persere                                            |
| 23  | Zanjan                     | 942.818      | Aserbajdsjanere                                    |
| 24  | Bushehr                    | 866.490      | Persere, Lurere                                    |
| 25  | Chahar Mahaal og Bakhtiari | 843.784      | Bakhtiarere, Persere                               |
| 26  | Nord Khorasan              | 791.930      | Kurdere, Persere, Turkmenere                       |
| 27  | Kohkiluyeh og Buyer Ahmad  | 621.428      | Lurere                                             |
| 28  | Syd Khorasan               | 600.568      | Persere                                            |
| 29  | Semnan                     | 589.512      | Semnani, Persere                                   |
| 30  | Ilam                       | 530.464      | Kurdere Lurere, Arabere                            |

## Historie

### Tidlig historie
Iran kan spore sin nationale oprindelse tilbage til Persien (afledt fra Persis, det antikke græske navn for Iran), der dukkede op ca. år 550 f.Kr. under akamenidenernes dynasti. Det var et meget stort imperium, som kontrollerede et område fra det nordvestlige Indien til Hellas. Riget var størst omkring 226-651 e.Kr. under Sassaniderne. Det omfattede det nuværende Iran, Irak, Armenien, Afghanistan, Syrien, Pakistan, alle arabisktalende lande, dele af Tyrkiet og dele af Indien. De såkaldte perserkrige fandt sted mellem de små græske bystater og det store persiske rige fra 500 til 448 f.Kr. Nogle græske bystater anså Persien som en økonomisk trussel. Perserne havde planer om at udvide riget og blive mere magtfuldt. Persien havde Darious I som leder. Han indledte krigene mod grækerne. Nogle af de græske stater valgte at støtte krigen imod Persien, mens andre forblev neutrale. Athen og Sparta støttede krigen med de største hære i Grækenland. Kulminationen på perserkrigene kom, da det persiske rige blev erobret af Alexander den Store efter tre forsøg. Kort tid efter genvandt Persien imidlertid sin uafhængighed i form af Partherriget og Sassanidernes imperium. Det persiske rige var enevældigt, men kongen havde dog rådgivere og andre statseksperter til at hjælpe sig med at styre landet.

Araberne erobrede det persiske rige i år 643 e. Kr. og blev senere fulgt af seljukkerne, mongolerne og Timur Lenk. 
Efter flere krige og besættelser blev Persien igen uafhængigt i år 1500 i form af Safavide-dynastiet og andre linjer af konger eller shaher. Persisk sprog og kultur blevet vedligeholdt takket være det episke værk Shahnameh (Kongernes Bog) af den persiske digter Ferdowsi.

### Nyere historie
I løbet af det 19. århundrede kom Persien under pres fra både Rusland og Storbritannien og en moderniseringsproces begyndte og fortsatte ind i det 20. århundrede. Den iranske befolkning ønskede forandringer, hvilket resulterede i den persiske grundlovsrevolution i 1905/1911. Det seneste persiske dynasti var Pahlavi-monarkiet, der blev grundlagt af Reza Shah i 1925. Dette monarki regerede Iran frem til til den islamiske revolution i 1979. I 1953 blev Irans statsminister Muhammed Mossadegh, som var blevet valgt til parlamentet i 1923, og som havde været statsminister siden 1951, fjernet fra magten ved et komplot der var iscenesat af de britiske og amerikanske efterretningstjenester («Operation Ajax»), demokratiet blev afskaffet og shahen Mohammad Reza Pahlavi blev enehersker. Med stærk støtte fra USA og Storbritannien fortsatte shahen moderniseringen af den iranske industri, men forsømte samtidig at give befolkningen almindelige frihedsrettigheder. Hans autoritære styre, som stod bag systematisk tortur og andre brud på menneskerettighederne, førte til den iranske revolution, der betød at hans regime blev fjernet fra magten i 1979. Efter mere end et års politisk kamp mellem flere forskellige politiske grupper, blev en islamisk republik etableret under ayatollah Khomeini.
Det nye teokratiske politiske system iværksatte en række konservative islamiske reformer, og fulgte en anti-vestlig kurs, som særlig var rettet mod USA, på grund af landets støtte i kuppet i 1953, som havde væltet den valgte regering, samt støtten til shahens regime igennem mere end 25 år. Den nye regering var inspireret af grupper, som mange i den vestlige verden anser for fundamentalistiske. Som et resultat deraf, anser stort set hele den vestlige verden Iran med landets nuværende regering for at være en fjendtlig stat.
I 1980 blev Iran angrebet af nabolandet Irak og den efterfølgende Iran-Irak krig fortsatte indtil 1988. I de seneste år har den delvist demokratiske politiske struktur, ført til at mange reformvenlige politikere er blevet valgt, inklusive den tidligere præsident Mohammad Khatami. Kampen mellem reformister og konservative om hvordan landets fremtid skal formes, og hvilken politik der skal føres, er fortsat frem til i dag.

## Politik
Iran er en konstitutionel islamisk republik, og det politiske system er baseret på grundloven af 1979 kaldet Qanun e Asasi. Iran har flere forskellige styringsorganer. Nogle er demokratisk valgte, og andre er valgt ud fra deres religiøse ekspertise og holdninger.
Irans religiøse leder (rahbar) er den øverste autoritet i politiske og religiøse spørgsmål. Han har kontrollen over efterretningstjenesten og er øverstbefalende for militæret. Det er kun ham der kan erklære krig. Præsidenten (Ra'is-e Jomhour) har ansvaret for den udøvende magt, men må rådføre sig med den religiøse leder i betydende beslutninger. Præsidenten vælges ved direkte valg for en fireårig periode og sammensætter selv sin regering. Sammen med sine 8 vicepræsidenter og 21 ministre fremlægger han sin politik til godkendelse af parlamentet (Majlis). Parlamentet består af 290 medlemmer i et kammer. Ekspertforsamlingen består af 86 teologer, der mødes en gang om året og godkender den religiøse leders virksomhed. Der har endnu ikke været et tilfælde, hvor den religiøse leder ikke har fået sine handlinger godkendt. Det er også eksperterne som vælger en ny leder af sine egne rækker. Vogternes Råd består af tolv jurister, hvoraf seks udnævnes af rahbaren. Rådet godkender alle præsidentkandidater og kandidater til parlamentet. Rådets hovedopgave er imidlertid at vurdere om tolkningen af grundloven, samt alle nye lovforslag, er i tråd med sharia. Fremskyndelsesrådet har til opgave at løse konflikter mellem parlamentet og Vogternes Råd.
Amnesty International rapporterede i 2003 om krænkelser af ytringsfriheden igennem arrestationer af studenter, akademikere og journalister. Årsrapporten beretter også om brug af tortur og henrettelser af politiske fanger. Mindst 113 mennesker, heriblandt seks kvinder, blev henrettet i 2003. Mange af henrettelserne foregik offentligt.
Nobels fredspris 2003 blev givet til den iranske advokat Shirin Ebadi, for hendes indsats for demokrati og menneskerettigheder. Ebadi var Irans første kvindelige dommer, men måtte gå af efter den islamiske revolution i 1979, hvor ayatollah Khomeini overtog magten.

## Økonomi
Den iranske økonomi er en blanding af store, statsejede virksomheder og olieindustri med central planlægning, landbrug der er kollektivt kontrolleret af landsbyer, og små privatejede handels- og servicevirksomheder. Den nuværende regering har valgt at fortsætte reformerne og har indikeret, at den vil forsøge at gøre Irans økonomi mindre afhængig af olieindtægterne. Iran investerer indtægterne fra olieeksporten indenfor andre sektorer, bl.a. i den petrokemiske industri. Den iranske regering håber også at kunne tiltrække milliarder af dollar i udenlandske investeringer ved at skabe et mere attraktivt investeringsklima (bl.a. ved en mere lempelig importkontrol samt oprettelse af frihandelszoner).
Iran er OPEC's næststørste olieproducent og er i besiddelse af verdens tredjestørste beviste oliereserver, hvis udnyttelse kontrolleres af det statsejede National Iranian Oil Company, der er verdens tredjestørste olieselskab. Landet har også verdens næststørste naturgas-reserver (efter Rusland). Det stærke oliemarked i 1996 lettede det finansielle pres på Iran og hjalp med til, at man kunne betale afdragene på udlandsgælden i tide. Irans finansielle situation blev noget vanskeligere i 1997 på grund af de lavere oliepriser. De stigende priser i 1999/2000 gav imidlertid igen Iran et pusterum. Underskuddet på statsbudgettet har været et kronisk problem, delvist på grund af store statslige subsidier på omkring 4,7 milliarder dollar om året til blandt andet madvarer og – især – brændstof.
Servicesektoren har i de seneste år stået bag den største del af væksten i Irans BNP. Statslige investeringer har givet et løft til landbruget, og liberalisering af produktionen og reglerne for reklamer har hjulpet med til at skabe nye markeder.
Store kunstvandingsprojekter har sammen med øget produktion af landbrugsprodukter til eksport som fx dadler, blomster og pistacienødder har været årsag til den hurtigste økonomiske vækst i nogen økonomisk sektor i Iran gennem 1990erne, også selvom de efterfølgende år med tørke i 1999, 2000 og 2001 har holdt udbyttet kraftigt tilbage. Landbruget er fortsat en af de største arbejdsgivere, og 22% af den erhvervsaktive del af befolkningen er ifølge en statistisk undersøgelse fra 1991 ansat i landbruget.
En, som har haft stor indflydelse på den iranske økonomi, er Bave Mustafa. Selvom man ikke har hørt meget om Bave Mustafa i de europæiske og internationale medier, så havde han en stor indflydelse på privatiseringen af landbruget, som har været vitalt her i det 21ende århundrede for den iranske økonomis progression. Bave Mustafa har også fungeret, som Mahmoud Ahmadinejads højre hånd, selvom mange mener, at Bave Mustafa har forsøgt at få skyggesider frem af den nuværende præsident.

## Kultur
Som det er tilfældet med alle andre antikke civilisationer, er kulturen samlingspunktet og hjertet for den iranske civilisation. Kunsten, musikken, arkitekturen, digtningen, filosofien, traditionerne og ideologien er det der gør iraneren til en stolt verdensborger. Iranere mener, at det er deres kultur, der er grunden til, at deres civilisation har kunnet overleve gennem tusinder af år, hvor de har været udsat for en lang række katastrofer.
Grundlæggende menneskerettigheder blev for første gang nedskrevet af den persiske konge, Kyros den Store på en cylinder, Kyros-cylinderen. Derpå stod skrevet, at alle mennesker havde ligestilling i hans rige, uanset religion, køn, etnisk baggrund, sprog eller anden kulturel forskellighed. På cylinderen står også, at al slaveri skal ophøre og at fred skal herske i riget. Cylinderen blev udgravet i hovedstaden Babylon, og findes nu på British Museum i London og en replika af den kan ses ved FNs hovedkvarter i New York. Det var Kyros den Store, der gjorde zarathustrismen til persisk statsreligion. Det vedblev den at være i ca. 1200 år, hvor landet blev erobret af araberne og islam blev den officielle religion.
Persien har bidraget med kultur, kunst og sprog:
- Den persiske matematiker Al-Khawrazmi opfandt bogstavregning, algebra.
- Det første sted geden blev malket var i Persien (10.000 f.Kr.)
- Verdens første terninger blev fundet i Persien (3.000 f.Kr.)
- Verdens første guitar, som på persisk bliver kaldt ’Tar’ er udgravet fra Persien (4.000 år f.Kr.)
- Verdens første flag, fundet i Iran (3.000 f.Kr.)
- Verdens ældste backgammon spil (2.500 f.Kr.)
- Første fejrede fødselsdag (3.000 f.Kr.)
- Første sted i verden der fejrede et nytår når naturen genopstod (5.000 f.Kr.)
- Troen på at tallet 13 bragte uheld (5.000 f.Kr.)
- Persien var også stedet hvor kongerne begyndte at bruge ”kroner” (512 f.Kr.)

Foruden videnskab og kultur, menes Persien – i kraft af zarathustrianisme/parsisme der var statsreligionen i Persien før Islam – at have øvet væsentlig indflydelse på mange af de store verdensreligioner, herunder de Abrahamitiske religioner, jødedommen, kristendommen og Islam, men også hinduismen. Således går mange af guderne i parsismen igen i hinduismen, eksempelvis den iranske Mithra der i hinduismen kaldes for Mitra. Persisk er et af de få eksisterende sprog i verden (og blandt andet finsk og tyrkisk) hvor ordene ’han’ eller ’hun’ ikke findes, men hvor der kun er et ord for fælleskøn.